# Казанюк Олександр Федорович
Олександр Федорович Казанюк (нар. 4 січня 1978) — український футболіст, півзахисник. Нині — тренер аматорського «УТК» з Уманського району.

## Кар'єра гравця
Олександр Казанюк народився 4 січня 1978 року в місті Умань Черкаської області. Саме в Умані й розпочав кар'єру гравця в місцевій «Зорі», яка виступала в обласному чемпіонаті. У складі «Зорі» виступав з 1995 по 1997 роки. Потім продовжив кар'єру в аматорських КХП (Тальне) (1997) та «Іллічівці-Умань» (2001—2003).
У 2003 році переходить до клубу ФК «Черкаси», який у той час виступав у аматорському чемпіонаті України. Саме в складі черкащан дебютував на професійному рівні, виступаючи в другій лізі чемпіонату України. За черкащан виступав до 2005 року. За цей час на професійному рівні у футболці черкаської команди в національних чемпіонатах відіграв 50 матчів та забив 12 м'ячів, ще 4 матчі відіграв у кубку України.
У 2005 році переходить до ПФК «Олександрія». За олександрійців дебютував 6 червня 2005 року в матчі другої ліги проти команди «Єдність» (Плиски), у тому поєдинку Олександр вийшов на заміну вже на 36-ій хвилині матчу, а олександрійці перемогли з рахунком 2:0. У сезоні 2005/06 років у складі олександрійців стає срібним призером групи Б другої ліги чемпіонату України та здобуває право наступного сезону дебютувати у першій лізі. Загалом у футболці олександрійців, під час свого першого перебування в команді, у чемпіонатах України відіграв 111 матчів та забив 20 м'ячів, ще 7 матчів (1 гол) він відіграв у кубку України.
У 2009 році переходить до сімферопольської «Таврії». 28 лютого 2009 року у вищій лізі за таврійців дебютував у матчі проти полтавської «Ворскла» (1:0). У складі сімферопольців Казанюк відіграв 10 матчів.
Уже влітку 2009 року повертається до Олександрії, де стає капітаном команди. У складі ПФК «Олександрії» виступає з 2009 по 2011 роки. За цей час у чемпіонатах України відіграв 69 матчів та забив 2 м'ячі, у кубку України зіграв 4 матчі (2 голи). Загалом за час перебування Олександра Казанюка в олександрійській команді він увійшов до трійки найкращих бомбардирів в історії клубу. На початку 2012 року Казанюк залишив команду..
З 2015 року виступає за аматорський клуб «УТК-Ятрань» із Чемпіонату Черкаської області, який з 2016 року тренує.

## Досягнення
- Перша ліга чемпіонату Україну
  -  Чемпіон (1): 2011
  -  Бронзовий призер (1): 2008/09

- Друга ліга чемпіонату Україну (Група Б)
  -  Срібний призер (1): 2005/06

## Особисте життя
Одружений, виховує двох дітей.
У вільний від роботи час полюбляє риболовлю. Захоплюється настільним та великим тенісом.